# ثاقب حنیف
ثاقب حنیف (انگلیسی: Saqib Hanif؛ زادهٔ ۲۳ آوریل ۱۹۹۴) بازیکن فوتبال اهل پاکستان است.
وی همچنین در تیم‌های ملی فوتبال زیر ۲۳ سال پاکستان و پاکستان بازی کرده است.